# Actinolema
Genre
Actinolema est un genre de plantes à fleurs de la famille des Apiaceae, comprenant deux espèces endémiques du Moyen-Orient.

## Répartition
Ce genre est représenté en Iran, Irak, au Liban, en Syrie, dans le Caucase et en Turquie.

## Description
Les feuilles sont non divisées. Les ombelles sont simples, avec peu de fleurs, les bractées involucrées grandes et dépassant l'ombelle, plutôt fines et de texture papillaire, persistantes. Les fleurs sont polygames, la fleur centrale plus ou moins sessile hermaphrodite, la fleur externe pédicellée et mâle. Les dents du calice sont feuillues, à trois à cinq spinules. Les pétales ont un lobule terminal long et infléchi. Le fruit est ovoïde-oblong, sessile ou très brièvement pédicellé, avec cinq côtes également pointues qui sont dorsalement scabreuses avec des papilles dentées ; les interstices entre les côtes sont densément tuberculés-noduleux. Les vittae sont solitaires dans les vallécules. Le carpophore est soudé aux méricarpes.

## Liste des espèces
Ce genre comprend les deux espèces suivantes,, :
- Actinolema eryngioides Fenzl
- Actinolema macrolema Boiss.

## Systématique
Le nom scientifique de ce taxon est Actinolema, choisi en 1842 par le botaniste autrichien Eduard Fenzl, avec Actinolema eryngioides comme espèce type.